# Thouarella laxa
Thouarella laxa är en korallart som beskrevs av W. Versluys 1906. Thouarella laxa ingår i släktet Thouarella och familjen Primnoidae. Inga underarter finns listade i Catalogue of Life.